# .exe
.EXE (eller .exe) er en almindelig filtypeendelse for filer, der indeholder eksekverbar programkode, dvs. maskinlæsbar kode, der kan udføres direkte af et operativsystem. En EXE-fil kan kaldes et computerprogram. Udover programkode kan EXE-filer også indeholde andre slags data, fx billeder, klartekst eller lyd, der normalt kun vil være tilgængelige for programmet selv.
Ligesom anden programkode opstår en EXE-fil normalt ved, at menneskeskrevet kildekode kompileres, dvs. oversættes til maskinkode af en compiler.
Der findes forskellige EXE-filformater, men det mest udbredte er Microsofts Portable Executable (PE)-format, der bruges i alle 32-bit og 64-bit Microsoft Windows-udgaver. PE-formatet bruges ikke kun i filer med EXE-endelsen, men også i fx DLL og SYS-filer. EXE-filformatet, der blev brugt i de tidlige DOS-versioner, kaldes MZ Executable. Andre operativsystemer benytter også EXE-filer, bl.a. OS/2, der dog siden 2002 ikke udvikles mere.
Ikke alle operativsystemer bruger .exe-filer. På et Linux-system har eksekverbare filer normalt ingen endelse, men er markeret med executable flag i filsystemet. Det almindeligt brugte format under Linux hedder ELF. Under Mac OS benyttes heller ikke .exe-filer men siden Mac OS 9 såkaldte Application Bundles, der egentlig er biblioteker.
| Generiske topdomæner | Spire Denne artikel om generiske topdomæner er en spire som bør udbygges. Du er velkommen til at hjælpe Wikipedia ved at udvide den. |